# المعجم الأوسط
المعجم الأوسط للطبراني هو كتاب من أوسع كتب الحديث المسندة عند أهل السنة والجماعة. جمعه الإمام أبو القاسم سليمان بن أحمد بن أيوب الطبراني، ورتبه على طريقة المعاجم، أي أنه رتبه بحسب ترتيب أسماء شيوخه الذين روى عنهم النصوص المسندة على حروف المعجم. وقال الطبراني عنه: «هذا الكتاب روحي» لأنه تعب عليه.
الكتاب يحتوي 9489 نصا مسندا. منها ما هو مرفوع أو موقوف أو مقطوع، ووجه الطبراني عنايته في هذا الكتاب إلى جمع كما اعتنى فيه بجمع يأتي فيه عن كل شيخ بما له من غرائب وعجائب وفوائد الشيوخ، ولم يشترط الصحة، لذا فقد تباينت النصوص بين الصحة والضعف.
لم يتقيد الطبراني برواية عدد معين من الأحاديث عن كل شيخ، فكان يكثر ويقل بحسب عدد المستغرب من المرويات. وعقب كل حديث ببيان ما وقع فيه من الانفرادات.
قام بتحقيق الكتاب الشيخ طارق عوض الله وطبع الكتاب في عشرة أجزاء من نشر «دار الحرمين» بالقاهرة. كما قام بتحقيقه أيضا الشيخ شعيب الأرناؤوط.

## وصف الكتاب ومنهجه
كتاب «المعجم الأوسط» للإمام الطبراني كتاب هام جدا، وهو يستمد قيمته العلمية، ومنزلته في المكتبة الإسلامية من موضوعه ومكانة مؤلفة. فأما صاحبه، فهو إمام حافظ كبير له وزنه ومكانته العلمية السامية، والتي لا تخفى على من له اشتغال بهذا العلم الشريف. وأما موضوع «الأوسط» فيتمثل في جمع الأحاديث الغرائب والفوائد والتنصيص على غرابتها وموضوع التفرد أو المخالفة فيها، فهو يعد مصدرا أساسيا لعلل الحديث.
وقد لخص الحافظ الذهبي وصف هذا الكتاب بقوله: ".المعجم الأوسط في ست مجلدات كبار، على معجم شيوخه؛ يأتي فيه عن كل شيخ بما له من الغرائب والعجائب، فهو نظير كتاب الأفراد للدارقطني، بين فيه فضيلته وسعة روايته، وكان يقول: "هذا الكتاب روحي" فإنه تعب عليه، وفيه كل نفيس وعزيز ومنكر)اهـ.
وقال الحافظ ابن حجر في «النكت»: من مظان الأحاديث الأفراد «مسند» أبي بكر البزار؛ فإنه أكثر فيه من إيراد ذلك وبيانه، وتبعه أبو القاسم الطبراني في «المعجم الأوسط» اهـ.
فهو إذا من الكتب التي اعتنت بالغرائب، كالمعجم الصغير له، وقد اعتنيا بذكر الأحاديث الغرائب، وبيان وجه الغرابة فيها.
وبالإضافة إلى ما ذكره الحافظ الذهبي، فقد رتب المؤلف أسامي شيوخه على حروف المعجم، ولم يتقيد برواية عدد معين لكل شيخ؛ بل قد يكثر وقد يقل بحسب روايته عن هذا الشيخ، وبحسب المستغرب من المرويات.
وإذا تكرر سند واحد لعدة أحاديث من مرويات شيخ واحد، فإن المؤلف يذكر السند كاملا في أول موضع، ثم إن تكرر السند بتمامه يقول فيما يليه: «وبه.» وإن تكرر بعض السند فيقول فيما يليه: «وبه إلى فلان.».
والمؤلف يعقب كل حديث ببيان ما وقع فيه من الانفرادات، فيقول: لم يروه إلا فلان عن فلان. أو تفرد به فلان عن فلان.
وقد تمثلت مادة الكتاب في 9489 نصا مسندا، منها المرفوع والموقوف والمقطوع، تباينت أسانيد الكتاب صحة وضعفا؛ والمؤلف لم يولِ هذا الأمر كبير اهتمام لأنه ليس المقصود من هذا الكتاب، بل المقصود جمع الغرائب والفوائد، وقد وفي المؤلف بالمقصود فرحمة الله عليه.

## عناية أهل العلم به
اعتنى بهذا الكتاب أهل العلم عناية بالغة، وأبز من خدمه الحافظ نور الدين الهيثمي؛ فقد أفرد زوائده مع زوائد المعجم الصغير، في كتاب «مجمع البحرين».
وعني بزوائده أي على الكتب الستة المعروفة، ثم جردهما من أسانيدهما، وكذلك فعل في المعجم الكبير، ومسانيد أبي يعلى، وأحمد، والبزار، في كتابه الشهير «مجمع الزوائد ومنبع الفوائد».
المصنفات التي جمعت بين معاجم الطبراني وغيرها من المسانيد والسنن: وأولاها كتاب الحافظ ابن كثير «جامع المسانيد والسنن» فإنه ينقل ما في «الأوسط» بإسناده ومتنه.
وقد كثرت نقول أهل العلم واستفادتهم من هذا الكتاب جدا، لاسيما كتب التخريج، التي لا يكاد كتاب منها يخلو من ذكر معجم الطبراني الأوسط، ومن ذلك:
نقل عنه الحافظ المنذري في الترغيب والترهيب في أكثر من 246 موضعا، والحافظ ابن حجر في فتح الباري في أكثر من 164 موضعا، والمناوي في فيض القدير في أكثر من 132 موضعا.

## أشهر طبعاته
للكتاب طبعات عدة، منها:-
- حقق محمود الطحان قدر ربع الكتاب، صدر عن مكتبة المعارف بالرياض، سنة 1407هـ. إلا أن لم يتم الكتاب، وإنما أخرج منه ثلاثة أجزاء فحسب، وهي تحتوي على (3000) حديث فقط، نحو ربع الكتاب، ولم يتمه حتى الآن. ثم إن طبعته لم تقع محققة كما ينبغي، بل كثر فيها التصحيف والتحريف والسقط والزيادة وغير ذلك.
- طبع بنفس الاسم، بتحقيق: طارق بن عوض الله بن محمد، عبد المحسن إبراهيم الحسيني، صدرت عن دار الحرمين بالقاهرة، سنة 1415هـ.